# Garrett, Illinois
Garrett là một làng thuộc quận Douglas, tiểu bang Illinois, Hoa Kỳ. Năm 2010, dân số của làng này là 162 người.

## Dân số
Dân số qua các năm:
- Năm 2000: 198 người.
- Năm 2010: 162 người.